# Лазури (Соходол)
Лазури (рум. Lazuri) насеље је у Румунији у округу Алба у општини Соходол. Oпштина се налази на надморској висини од 565 m.

## Становништво
Према подацима из 2002. године у насељу је живело 132 становника, од којих су сви румунске националности.